# Яковлева, Елена Пантелеевна
Елена Пантелеевна Яковлева (род. 29 октября 1952) — искусствовед, специалист по русскому и советскому изобразительному искусству XX века, доктор искусствоведения, ведущий научный сотрудник Российского института истории искусств (Санкт-Петербург).

## Биография
Родилась в Алма-Атинской области.
В 1976 году окончила филологический факультет Казахского государственного университета имени С. М. Кирова. Е. П. Яковлева (Киселёва) в 1978 году поступила, а 1984 — окончила Ленинградский институт живописи, скульптуры и архитектуры имени И. Е. Репина Академии художеств СССР, факультет теории и истории искусства, с присвоением квалификации искусствоведа. Дипломная работа «Театрально-декорационное искусство Н. А. Рериха в музыкальном театре» (Рук. Р. И. Власова).
В 1976—1984 годах работала в Дирекции художественных выставок Министерства культуры Казахской ССР. В 1984—1986 годах — сотрудник Научно-исследовательского музея Академии художеств СССР. В 1986—1992 — сотрудник отдела живописи Государственного Русского музея. В 1992 году возглавила отдел научной каталогизации Русского музея, а с 2002 года по совместительству — профессор кафедры рисунка Российского государственного педагогического университета имени А. И. Герцена. С 2016 — ведущий научный сотрудник Российского института истории искусств.
В 2003—2017 — член Диссертационных советов по защите докторских и кандидатских диссертаций, с 2017 — член Диссертационного совета Д 210.014.01 при Российском институте истории искусств.
Представленная к защите диссертация на соискание ученой степени кандидата наук «Театрально-декорационное искусство Н. К. Рериха и проблема изучения художественного наследия Русского зарубежья» была признана официальными оппонентами по своей научной значимости соответствующей уровню докторской. По решению Высшей аттестационной комиссии РФ и при приведении диссертации в соответствие с необходимыми требованиями она была защищена как докторская (1998). Этот труд стал первым искусствоведческим диссертационным исследованием художественного наследия Русского зарубежья.
Эксперт по культурным ценностям Министерства культуры РФ. Член Союза художников РФ (с 1990), член Ассоциации искусствоведов Общероссийской организации историков искусства и художественных критиков (АИС) — Ассоциированного члена Российской национальной секции Международной ассоциации художественных критиков (AICA) (1994), член Санкт-Петербургского отделения Международной Лиги защиты культуры, Научного совета программы Фонда имени Д. С. Лихачёва и интернет-сайта «Изобразительное искусство и архитектура Русского зарубежья».
По мнению составителей авторитетного словаря «Знаменитые люди Санкт-Петербурга», Е. П. Яковлева является одни из наиболее авторитетных искусствоведов Санкт-Петербурга. Признание ей принесли не только высоко оценённые научной общественностью публикации, но и большая работа по организации художественных выставок, в числе которых: «Александр Яковлев и Василий Шухаев. К 100-летию со дня рождения» (Л.: Гос. Русский музей, 1988); «Климент Николаевич Редько» (Л.: Гос. Русский музей, 1990); «Неизвестный Рерих. Театральная живопись Н. К. Рериха из собраний Музея Н. К. Рериха в Нью-Йорке и частных коллекций Америки»: Выставка копий (СПб.: Всероссийский музей А. С. Пушкина, 1996); «Собиратель Аркадий Вениаминович Руманов (1878—1960)». (Омск: Омский обл. музей изобразительных искусств им. М. А. Врубеля, 2001) и др.
В 2016—2018 — председатель Государственной аттестационной комиссии (ГАК) Уральского федерального университета имени первого Президента России Б. Н. Ельцина по направлению подготовки: Бакалавриат 50.03.03 История искусств и Магистратура 50.04.03 История искусств. Под её руководством защищено более 15 кандидатских и 1 докторская диссертация. Автор более 200 научных работ. Участник и организатор крупных международных и всероссийских форумов по истории искусств, искусствоведению, истории Русского зарубежья.

## Сфера научных интересов
Русское изобразительное искусство и культура XX века, русская художественная эмиграция, история художественного образования, история художественного коллекционирования, научная каталогизация художественных произведений, творческая деятельность и художественное наследие Н. К. Рериха, К. А. Сомова, В. И. Шухаева, А. Е. Яковлева и др.

## Участие в проектах

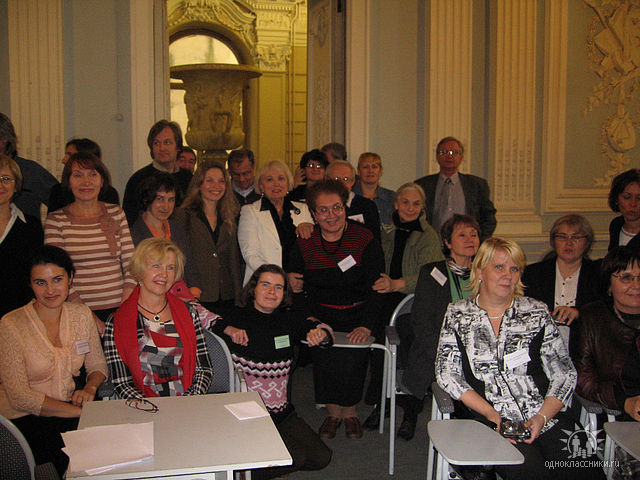
Е. П. Яковлева в кругу коллег на конференции «Изобразительное искусство, архитектура и искусствоведение Русского зарубежья». 2008 г.

Елена Пантелеевна Яковлева инициатор и куратор научных, выставочных и издательских проектов в области искусствознания. В том числе:

### Организатор международных и Всероссийских конференций
Рерих и его современники. Коллекции и коллекционеры (Одесса, 2000);
Культурное наследие российской эмиграции. 1917—1939 (СПб., 2002);
«Культура российского зарубежья. Петербуржцы-эмигранты. 1917—1945» (СПб., 2003);
Изобразительное искусство, архитектура и искусствознание Русского зарубежья (СПб., 2008);
Международный круглый стол «Художественное наследие Русского зарубежья: история, проблемы и перспективы изучения. Аналитический обзор» (СПб., 2008);
Всероссийская конференция «Проблемы современной живописи и ее сохранности» (СПб., 2009);
Международного конгресса «Художественные музеи и сохранение общего культурного пространства СНГ и стран Балтии» (СПб., 2010);
Научно-практическая конференция «Василий Шухаев: жизнь, творчество, наследие» (М., 2014) и др.

### Организатор и куратор художественных выставок
«Александр Яковлев и Василий Шухаев. К 100-летию со дня рождения» (Л.: Гос. Русский музей, 1988);
«Климент Николаевич Редько» (Л.: Гос. Русский музей, 1990);
«Неизвестный Рерих. Театральная живопись Н. К. Рериха из собраний Музея Н. К. Рериха в Нью-Йорке и частных коллекций Америки: Выставка копий» (СПб.: Всероссийский музей А. С. Пушкина, 1996);
«Собиратель Аркадий Вениаминович Руманов» (1878—1960)". (Омск: Омский обл. музей изобразительных искусств им. М. А. Врубеля, 2001);
«Василий Шухаев (1887—1973). Ретроспектива» (М., 2014).

### Научный консультант документальных фильмов
«Василий Шухаев, Александр Яковлев — два друга, две судьбы» из цикла «Парижский журнал». Россия, 2003;
«Яковлев и Шухаев. Арлекин и Пьеро». Россия, 2015.

## Награды
Памятная медаль «Николай Рерих» (1999);
Международная премия имени Николая Рериха (2006).

## Избранные труды
- Яковлева Е. П. Театрально-декорационное искусство Н. К. Рериха. — Самара: Агни, 1996. — 272 с.;
- Василий Шухаев. Жизнь и творчество / науч. ред. издания, коммент. к текстам — Е. П. Яковлевой. — М.: Галарт, 2010. — 287 с., ил.;
- Василий Шухаев (1887—1973). Ретроспектива: Каталог выставки / науч. ред. изд-я; вступ. ст. «Творческий путь и судьба Василия Шухаева»; каталог (в соавт.); атрибуции; летопись жизни и творчества; персональные выставки; избр. библиогр. Е. П. Яковлевой.  - М.: Московский музей современного искусства, 2015. — 326 с., ил. (рус. и англ. яз.);
- Константин Андреевич Сомов. 1869—1939. Живопись. Графика. Печатная графика. Фарфор. Фотоархив / науч. ред. всех текстов; летопись жизни и творчества К. А. Сомова, каталог (в соавт.), атрибуции — Е. П. Яковлевой. — СПб.: KGallery, 2017. — 219 с., ил.;
- Александр Яковлев: Чёрный рейд. Путевой дневник путешествия по Африке в экспедиции автомобильного общества «Ситроен». 1924—1925 / предисл.; коммент. к текстам; краткая биография художника; библиог. — Е. П. Яковлевой. — М.: Искусство XXI век, 2017. — 326 с., ил.